# Promet Španjolske
Španjolska cestovna mreža, proširena i osuvremenjena u posljednjim godinama usporedno s razvitkom turizma, još uvijek zaostaje za standardima najrazvijenijih zemalja. Grade se nove autoceste. I željeznička mreža također, s 12 300 km pruga, slabije je razgranata nego u najrazvijenijim zemljama; od 1992. postoji superbrza pruga koja povezuje Madrid i Sevillu. Plan restrukturiranja španjolskih željeznica predviđa izgradnju superbrze pruge koja bi se povezivala s francuskim suvremenim prugama. U Španjolskoj je organizacija zračnoga prometa jako djelotvorna: 96 pristaništa raspoređenih čitavim teritorijem skrbi za zračni promet koji se brzo razvija. Najvažnija uzletišta su pokraj Madrida, Barcelone i Bilbaoa, no po opremljenosti zračne luke ne zaostaje Palma de Mallorca kamo stižu brojni turisti koji posjećuju Baleare. Budući da je smještena na 2 mora, Španjolska ima mnogo lučkih gradova: Barcelona je jedna od najvažnijih europskih luka i za putnički i za teretni promet. Među ostalim španjolskim lukama najvažnije su Valencia na Sredozemnom moru i Bilbao na Atlantiku. Španjolska trgovačka flota je snažna, a pomorska plovidba osobito važna za vanjsku trgovinu. Unutarnja plovidba obuhvaća mrežu linija od jedva nešto više od 1 00 km. I najveće rijeke samo su djelomično plovne.